# Constante des aires
La constante des aires est une quantité conservée au cours du mouvement d'un corps soumis à une force centrale. Elle est ainsi désignée car elle intervient dans la loi des aires,.
La constante des aires est définie par, :
{\displaystyle C=r^{2}{\dot {\theta }}},
où :
- {\displaystyle r} et {\displaystyle \theta }, fonctions du temps t, sont les coordonnées polaires du corps considéré par rapport au centre de force ;
- {\displaystyle {\dot {\theta }}={\frac {\mathrm {d} \theta }{\mathrm {d} t}}} est la dérivée temporelle de {\displaystyle \theta }.

Elle est reliée à la norme {\displaystyle L} du moment cinétique (constant) par :
{\displaystyle C={\frac {L}{m}}}
où {\displaystyle m} est la masse du corps.